# L'home de la cornisa
L'home de la cornisa (originalment en anglès, Man on a Ledge) és una pel·lícula de thriller d'acció estatunidenca de 2012 dirigida per Asger Leth i protagonitzada per Sam Worthington, Jamie Bell, Elizabeth Banks, Edward Burns, Anthony Mackie, Genesis Rodriguez i Ed Harris. El rodatge va tenir lloc a la ciutat de Nova York al damunt de l'hotel Roosevelt. La pel·lícula va rebre comentaris generalment negatius de la crítica i va recaptar 47 milions de dòlars per un pressupost de 42 milions. Compta amb doblatge en català.

## Repartiment
- Sam Worthington com a Nicholas "Nick" Cassidy/Joseph "Joe" Walker[5]
- Jamie Bell com a Joseph "Joey" Cassidy[6]
- Elizabeth Banks com a Lydia Mercer[5]
- Ed Harris com a David Englander[7][8]
- Anthony Mackie com a Michael "Mike" Ackerman
- Genesis Rodriguez com a Ángela "Angie" María López
- Kyra Sedgwick com a Suzanne "Suzie" Morales[9]
- Edward Burns com a Jack Dougherty
- Titus Welliver com Dante Marcus
- Félix Solís com a Néstor
- William Sadler com a conserge de l'hotel, més tard conegut com a Franklin "Frank" Cassidy
- Pooja Kumar com a Nina, assistent d'Englander